# Bechara El Khoury
Bechara El Khoury (1890 - 1964) ( en árabe : بشارة الخوري) fue el primer presidente del Líbano después de la independencia, ocupando el cargo desde el 21 de septiembre de 1943 hasta el 18 de septiembre de 1952. Con anterioridad fue dos veces primer ministro del Líbano, cargo que ocupó desde el 5 de mayo de 1927 al 10 de agosto de 1928 y desde el 9 de mayo de 1929 al 11 de octubre de 1929, y fue hermano del político libanés Antonio Khoury Hanna quien salió del Líbano hacia Colombia por culpa del Imperio otomano.
Abogado de profesión, era un nacionalista que se oponía al mandato francés , y el 11 de noviembre de 1943, fue detenido por las tropas francesas instaladas en el Líbano, fue encarcelado en la Torre Rashaya durante once días, junto con Riad El-Solh (el primer ministro), Pierre Gemayel, Camille Chamoun y numerosas personalidades que iban a dominar la política del Líbano en la generación venidera, tras la independencia. 
Manifestaciones populares forzaron a fuerzas de Fuerzas armadas de Francia, para que liberen a los prisioneros, incluyendo a Khoury, el 22 de noviembre de 1943 se logró la liberación y hoy es la fecha que se instituyó para celebrar el día de la independencia nacional del Líbano. 
Khoury es recordado por su participación en la elaboración del Pacto Nacional, un acuerdo entre los cristianos del Líbano y los líderes musulmanes que constituye la base de la estructura constitucional del país. En el Pacto, los cristianos aceptan la afiliación del Líbano con la Liga Árabe y acordaron no tratar la protección francesa en el Líbano, los musulmanes prestaron acuerdo en aceptar que el Estado libanés mantenga sus fronteras actuales y prometió no buscar la unificación con la vecina Siria. En el Pacto también se distribuyeron los escaños en la Asamblea Nacional en una proporción de seis a cinco cristianos y musulmanes respectivamente, basado en el censo de 1932 (esto ha sido modificado para representar a los seguidores de ambas religiones por igual). Lo más significativo, las tres principales cargos de la Constitución (presidente, primer ministro y presidente de la Asamblea Nacional) fueron asignados a un maronita (cristiano), un sunita (musulmán) y un chiita (musulmán).